# لاربیک
لاربیک (به هلندی: Laarbeek) یک شهرستان در هلند است که در برابانت شمالی واقع شده‌است. لاربیک ۱۴ متر بالاتر از سطح دریا واقع شده‌است.